# 巴茲爾鎮區 (明尼蘇達州貝爾特拉米縣)
巴茲爾鎮區（英語：Buzzle Township）是位於美國明尼蘇達州貝爾特拉米縣的一個行政鎮區。

## 地方資料
巴茲爾鎮區的面積為93.60平方千米，當中陸地面積為90.30平方千米，而水域面積為3.30平方千米。根據2020年美國人口普查的數據，當地共有人口306人，而人口密度為每平方千米3.27人。